# Selago lamprocarpa
Selago lamprocarpa är en flenörtsväxtart som beskrevs av Rudolf Schlechter och Robert Allen Rolfe. Selago lamprocarpa ingår i släktet Selago och familjen flenörtsväxter. Inga underarter finns listade i Catalogue of Life.